# Love (cheval)
Pour les articles homonymes, voir Love.
Love, née le 13 avril 2017, est une jument de course irlandaise, de race pur sang anglais, qui participe aux courses hippiques de plat. Propriété du consortium Coolmore, elle est entraînée par Aidan O'Brien et montée le plus souvent par Ryan Moore.

## Carrière de courses
Les débuts en compétition de Love sont quelque peu laborieux, la pouliche devant s'y reprendre à trois fois avant de gagner son maiden, d'une tête. C'est toutefois suffisant pour l'envoyer à l'étage supérieur, et la voilà qui s'aligne au départ des Silver Flash Stakes, un groupe 3 disputé à Leopardstown. Love l'emporte avec aisance : la pouliche s'est déclenchée. Pourtant, elle échoue nettement dans les Debutante Stakes (Gr.2). Mais finalement prouve sa valeur en s'adjugeant les Moyglare Stud Stakes, puis achève sa saison par une troisième place dans le Fillies' Mile, remporté par Quadrilateral, sacré meilleure 2 ans d'Europe à la fin de l'année.  
En 2020, la saison classique est perturbée par l'épidémie de Covid-19 et commence en juin. Love fait sa rentrée directement dans les 1000 Guinées, dont Quadrilateral est la favorite. Mais sous la pluie de Newmarket, c'est bien la représentante de Coolmore qui s'impose, facilement, par plus de 4 longueurs, devant Cloak of Spirits et Quadrilateral. Dans les Oaks, dont elle est la grande favorite, Love fait une démonstration plus impressionnante encore, une promenade de santé qui l'amène au poteau avec 9 longueurs, record de la course à la clé avec un chrono de 2'34"06, 37 centièmes meilleur que celui de Serpentine dans le Derby disputé, calendrier bousculé oblige, une heure plus tard. 20 août, nouveau triomphe : Love démonte de 5 longueurs une opposition emmenée par la pouliche la plus délaissée du betting, une certaine Alpinista, qui remportera le Prix de l'Arc de Triomphe deux ans plus tard. Trois courses, trois victoires, et Love s'en tient là pour cette saison. Elle est élue pouliche de l'année en Europe et termine la saison avec un rating FIAH de 122, ce qui fait d'elle la meilleure 3 ans du monde, à égalité avec les Américaines Gamine et Swiss Skydiver, et le 25e meilleur cheval du monde.
Restée à l'entraînement à 4 ans, Love poursuit sa série de victoires en effectuant une rentrée victorieuse en juin dans les Prince of Wales's Stakes, son cinquième groupe 1. Elle y devance Audarya, qui avait raflé la Breeders' Cup Filly & Mare Turf l'année précédente. Mais la machine s'est un peu enrayée, car Love ne gagnera plus. Non qu'elle soit hors du coup, non : si elle ne peut faire que troisième sur cinq dans les King George & Queen Elizabeth Stakes, elle est devancée par deux champions, le Derby-winner Adayar et l'increvable Mishriff. Mais les distance à l'arrivée parlent et elle finit encore à distance de Mishriff dans les International Stakes. Et quand elle cherche à retrouver du moral en descendant au niveau groupe 2 dans les Blandford Stakes, elle trouve sur sa route une très bonne jument, La Petite Coco, et doit s'incliner d'une petite tête. La carrière de Love tire à sa fin, Aidan O'Brien l'envoie disputer la Breeders' Cup Filly & Mare Turf à Del Mar et, si elle s'en sort honorablement, elle abandonne le podium pour la première fois depuis plus de 2 ans, puis rentre au haras. 

### Résumé de carrière
| Date         | Hippodrome   | Pays        | Course                            | Statut      | Distance    | Jockey       | Place       | Écart       | Vainqueur ou deuxième |
| 2019, 2 ans  | 2019, 2 ans  | 2019, 2 ans | 2019, 2 ans                       | 2019, 2 ans | 2019, 2 ans | 2019, 2 ans  | 2019, 2 ans | 2019, 2 ans | 2019, 2 ans           |
| ------------ | ------------ | ----------- | --------------------------------- | ----------- | ----------- | ------------ | ----------- | ----------- | --------------------- |
| 6 juin       | Leopardstown | Irlande     | Maiden                            |             | 1 200 m     | D. O'Brien   | 4e / 7      | 5 ½         | Cayenne Pepper        |
| 27 juin      | Curragh      | Irlande     | Maiden                            |             | 1 400 m     | D. O'Brien   | 2e / 15     | enc.        | Windracer             |
| 11 juillet   | Leopardstown | Irlande     | Maiden                            |             | 1 600 m     | D. O'Brien   | 1er / 15    | tête        | Soul Search           |
| 25 juillet   | Leopardstown | Irlande     | Silver Flash Stakes               | Gr. 3       | 1 400 m     | J. Heffernan | 1er / 7     | 3 ¼         | Unforgettable         |
| 23 août      | Curragh      | Irlande     | Debutante Stakes                  | Gr. 2       | 1 400 m     | R. Moore     | 5e / 8      | 2 ¾         | Alpine Star           |
| 15 septembre | Curragh      | Irlande     | Moyglare Stud Stakes              | Gr. 1       | 1 400 m     | R. Moore     | 1er / 9     | 3/4         | Dahhyeh               |
| 11 octobre   | Newmarket    | Royaume-Uni | Fillies' Mile                     | Gr. 1       | 1 600 m     | R. Moore     | 3e / 9      | 1 ¾         | Quadrilateral         |
| 2020, 3 ans  |              |             |                                   |             |             |              |             |             |                       |
| 7 juin       | Newmarket    | Royaume-Uni | 1000 Guineas                      | Gr. 1       | 1 600 m     | R. Moore     | 1er / 6     | 4 ¼         | Cloak of Spirits      |
| 4 juillet    | Epsom        | Royaume-Uni | Oaks                              | Gr. 1       | 2 400 m     | R. Moore     | 1er / 7     | 9           | Ennistymon            |
| 20 août      | York         | Royaume-Uni | Yorkshire Oaks                    | Gr. 1       | 2 400 m     | R. Moore     | 1er / 8     | 5           | Alpinista             |
| 2021, 4 ans  |              |             |                                   |             |             |              |             |             |                       |
| 16 juin      | Ascot        | Royaume-Uni | Prince of Wales's Stakes          | Gr. 1       | 2 000 m     | R. Moore     | 1er / 12    | 3/4         | Audarya               |
| 24 juillet   | Ascot        | Royaume-Uni | King George & Queen Elizabeth St. | Gr. 1       | 2 400 m     | R. Moore     | 3e / 5      | 3 ½         | Adayar                |
| 18 août      | York         | Royaume-Uni | International Stakes              | Gr. 1       | 2 080 m     | R. Moore     | 3e / 9      | 6 ½         | Mishriff              |
| 12 septembre | Curragh      | Irlande     | Blandford Stakes                  | Gr. 2       | 2 000 m     | R. Moore     | 2e / 8      | cte tête    | La Petite Coco        |
| 6 novembre   | Del Mar      | États-Unis  | Breeders' Cup Filly & Mare Turf   | Gr. 1       | 2 200 m     | R. Moore     | 4e / 6      | 2 ¼         | Loves Only You        |

## Au haras
Love entre au haras en 2022 et rencontre le top sire Dubawi.

## Origines
Le croisement Galileo sur une fille de Pivotal est déjà un classique de l'élevage et Love en est avec la championne Magical et Hermosa (doublé 1000 Guineas / Irish 1000 Guineas) la meilleure illustration. Contrairement aux deux championnes précitées, nées de jument de grande classe, Love a pour mère une jument sans talent, Pikaboo, qui fut incapable de prendre la moindre place en cinq sorties. En revanche Pikaboo s'est révélée au haras en donnant : 
- Love
- Lucky Kristale (par Lucky Story) : Lowther Stakes (Gr.2), Duchess of Cambridge Stakes (Gr.2), 2e Summer Stakes (Gr.3)
- Peach Tree (par Galileo) : Stanerra Stakes (Gr.3), 2e Flame of Tara Stakes (Gr.3), Munster Oaks (Gr.3)
- Flattering (par Galileo) : Munster Oaks Gr.3).
- Early Addition (par Makfi), mère de :
  - Tosen Lydia (par The Gurkha) : 3e Blue Wind Stakes (Gr.3).

Pikaboo est une sœur de Arabian Gleam (Kyllachy), vainqueur des Challenge Stakes (Gr.2) et des Park Stakes (Gr.2), et de Kimberella (Kyllachy), 3e des Chipchase Stakes (Gr.3). La troisième mère de Love, Gold Runner, est quant à elle une sœur du classique Don't Forget Me (Ahonoora), auteur du doublé 2000 Guineas / Irish 2000 Guineas.

### Pedigree
| Origines de Love (IRE), femelle alezane, 2017 | Origines de Love (IRE), femelle alezane, 2017 | Origines de Love (IRE), femelle alezane, 2017 | Origines de Love (IRE), femelle alezane, 2017 |
| --------------------------------------------- | --------------------------------------------- | --------------------------------------------- | --------------------------------------------- |
| Père Galileo 1998                             | Sadler's Wells 1981                           | Northern Dancer                               | Nearctic                                      |
| Père Galileo 1998                             | Sadler's Wells 1981                           | Northern Dancer                               | Natalma                                       |
| Père Galileo 1998                             | Sadler's Wells 1981                           | Fairy Bridge                                  | Bold Reason                                   |
| Père Galileo 1998                             | Sadler's Wells 1981                           | Fairy Bridge                                  | Special                                       |
| Père Galileo 1998                             | Urban Sea 1989                                | Miswaki                                       | Mr. Prospector                                |
| Père Galileo 1998                             | Urban Sea 1989                                | Miswaki                                       | Hopespringseternal                            |
| Père Galileo 1998                             | Urban Sea 1989                                | Allegretta                                    | Lombard                                       |
| Père Galileo 1998                             | Urban Sea 1989                                | Allegretta                                    | Anatevka                                      |
| Mère Pikaboo 2003                             | Pivotal 1993                                  | Polar Falcon                                  | Nureyev                                       |
| Mère Pikaboo 2003                             | Pivotal 1993                                  | Polar Falcon                                  | Marie d'Argonne                               |
| Mère Pikaboo 2003                             | Pivotal 1993                                  | Fearless Revival                              | Cozzene                                       |
| Mère Pikaboo 2003                             | Pivotal 1993                                  | Fearless Revival                              | Stufida                                       |
| Mère Pikaboo 2003                             | Gleam of Light 1991                           | Danehill                                      | Danzig                                        |
| Mère Pikaboo 2003                             | Gleam of Light 1991                           | Danehill                                      | Razyana                                       |
| Mère Pikaboo 2003                             | Gleam of Light 1991                           | Gold Runner                                   | Runnett                                       |
| Mère Pikaboo 2003                             | Gleam of Light 1991                           | Gold Runner                                   | Africa Doll (Famille 1-k)                     |